# Pierpaolo Ragusa
Pierpaolo Ragusa (Siracusa, 31 ottobre 1978) è un ex pallamanista italiano, di ruolo pivot.

## Carriera

### Giocatore

#### Club
Cresciuto nelle file dell'Ortigia Siracusa, vince con il club siciliano due Coppe Italia nelle stagioni 1995-1996 e 1996-1997.
Con il fallimento del club biancoverde, Ragusa passa in Serie A2 tra le file dei Vigili del Fuoco Siracusa. Dopo qualche anno di stop riparte dal campionato di Serie B con la maglia dell'Albatro Siracusa, ottenendo la promozione in Serie A2. Nel biennio 2007-2009 matura due esperienze in Veneto con le maglie del Rovigo e del Montegrotto Terme prima di far ritorno in Sicilia sponda Avola.
Nel 2013 torna a calcare il campionato di massima serie, tra le file dell'Albatro (un ritorno per lui) rimanendovi fino al 2017.
Dopo una breve parentesi ad Avola, l'anno successivo accetta la proposta della Pallamano Aretusa militante nel campionato di Serie B.

## Palmarès

### Giocatore

#### Club
- Coppa Italia (pallamano maschile): 2

Ortigia Siracusa: 1995-1996
Ortigia Siracusa: 1996-1997